# Stratford (Londres)
Stratford, llamada desde antiguo Stratford Langthorne, es un barrio dentro del municipio de Newham, al este de Londres (Inglaterra), Reino Unido.

## Historia
Hasta la llegada de los ferrocarriles en 1839 la mayor parte de Stratford eran grandes extensiones campestres en el histórico condado de Essex, y desde 1889 a 1965 fue parte del distrito condal de West Ham, contiguo a la antigua parroquia de West Ham. Con la nueva configuración del Gran Londres en 1965 Stratford pasó a formar parte del distrito de Newham
Al norte de la Stratford moderna se encuentra Nueva Stratford, llamada en principio Villa Hudson por el empresario de ferrocarriles George Hudson, y fue el lugar donde se produjeron los trabajos de Ferrocarriles del Condado del Este en Temple Mills. Se cerró en 1963, pero todavía queda una pequeña cochera.
Stratford era la sede del antiguo mercadillo de fruta y verdura que llevaba el mismo nombre y que cerró a finales del siglo XX
La iglesia de San Juan en Stratford Broadway, diseñada por Edward Blore, posee en el cementerio anexo el Memorial a los Mártires de Essex, dedicado a los protestantes quemados en las Persecuciones Marianas testimoniadas por John Foxe.

## Personas ilustres relacionadas con Stratford
- Jim Barrett, futbolista
- Stan Earle, futbolista
- Bryan Forbes, actor, guionista, productor cinematográfico
- Ernie Gregory, futbolista
- Peter Grotier, futbolista
- Walter Hancock, inventor
- Gerard Manley Hopkins, poeta
- Luke Howard, meteorólogo
- Anna Kingsford, autor
- Nina Frances Layard, arqueólogo y poeta
- Joan Littlewood, director of the Theatre Workshop, en el Teatro Real
- Dawn Neesom, periodista
- David Webb, futbolista

- Datos: Q676136
- Multimedia: Stratford, London / Q676136